# Wydawnictwo Kirin
Wydawnictwo Kirin – polskie wydawnictwo literackie specjalizujące się w publikacjach związanych z Japonią. Wydawca magazynu Torii od 4 numeru (listopad 2009) z siedzibą w Bydgoszczy, założone w 2009 roku przez Adriannę Wosińską.
Wydawnictwo publikuje pozycje naukowe, popularnonaukowe, jak i beletrystykę. Oprócz działalności wydawniczej, jest współorganizatorem imprez kulturalnych, konferencji naukowych i Dni Kultury Japońskiej. 23 listopada 2013 zorganizowało pod honorowym patronatem Ambasady Japonii konferencję naukową „Odkrywając Japonię”, poświęconą wyjazdom turystycznym do Japonii.
Pierwszą książką wydaną przez wydawnictwo Kiirn była Yotsuya Kaidan. Opowieść o duchu z Yotsui autorstwa Jamesa S. de Benneville'a wydana w grudniu 2009.

## Publikacje
Na podstawie tekstu źródłowego.
| Tytuł | Autor                                        | Data wydania                             |
| --- | -------------------------------------------- | ---------------------------------------- |
| Yotsuya Kaidan. Opowieść o duchu z Yotsui                                                                                                 | James S. de Benneville                       | grudzień 2009                            |
| Mity Ajnów | Basil Hall Chamberlain                       | luty 2010                                |
| Japoński soft power. Wpływy Japonii na kulturę zachodnią                                                                                  | Adrianna Wosińska (red.)                     | sierpień 2010                            |
| Wojownicy dawnej Japonii i inne opowiadania                                                                                               | Yei T. Ozaki                                 | czerwiec 2011 kwiecień 2013 (wydanie II) |
| Utagawa Kuniyoshi i portret japońskiego wojownika                                                                                         | Olga Mądrowska                               | październik 2011                         |
| Inspirująca i inspirowana. Popkultura japońska                                                                                            | Adrianna Wosińska (red.)                     | grudzień 2011                            |
| Wprowadzenie do japońskiego języka migowego                                                                                               | Agnieszka Gorońska                           | kwiecień 2012                            |
| Studio Ghibli. Miejsce filmu animowanego w japońskiej kulturze                                                                            | Joanna Zaremba-Penk Marcin Lisiecki (red.)   | czerwiec 2012                            |
| Komiks japoński w Polsce. Historia i kontrowersje                                                                                         | Ewa Witkowska                                | październik 2012                         |
| Japońska księga duchów i demonów. Zbiór historii dawnych i obecnych Konjaku monogatari                                                    | tłum. Renata Iwicka                          | maj 2013                                 |
| Ewolucja wizerunku męskiego homoseksualizmu w Japonii - w kulturze, literaturze i tekstach prawnych od okresu Edo do czasów współczesnych | Sara Wielichowska                            | sierpień 2013                            |
| Spojrzenia. Japonia według Zachodu, Zachód według Japonii                                                                                 | Adrianna Wosińska (red.)                     | październik 2013                         |
| Kochankowie dawnej Japonii | Yei T. Ozaki                                 | luty 2014                                |
| Odkrywając Japonię | Adrianna Wosińska (red.)                     | lipiec 2014                              |
| Obrazy kobiet na fotografiach współczesnych artystek japońskich                                                                           | Joanna Bojda                                 | grudzień 2014                            |
| Malarz smoków | Mary McNeil Fenollosa                        | marzec 2015                              |
| Człowieczeństwo bez granic. Wymiary kultury w twórczości Akiry Kurosawy                                                                   | Marcin Lisiecki Joanna Zaremba-Penk (red.)   | maj 2015                                 |
| Baśnie japońskie t. 1 | Yei T. Ozaki                                 | kwiecień 2016                            |
| Lalki japońskie. Dawniej i dziś | Adrianna Wosińska                            | kwiecień 2016                            |
| Bushidō. Ethos samurajów od opowieści wojennych do wojny na Pacyfiku                                                                      | Joanna Katarzyna Puchalska                   | wrzesień 2016                            |
| Księżycowe blizny | Katarzyna Clio Gucewicz                      | czerwiec 2017                            |
| Jestem Kazu. Japończyk w Polsce | Kazutaka Sasaki                              | listopad 2017                            |
| Cool Japan. Autoprezentacja Japonii w popkulturze                                                                                         | Małgorzata Gotowska Adrianna Wosińska (red.) | luty 2017                                |
| Baśnie japońskie t. 2 | Autor zbiorowy                               | kwiecień 2017                            |
| Jadłodajnia o licznych zleceniach | Kenji Miyazawa                               | sierpień 2017                            |
| Japoński cyberpunk. Od awangardowych transgresji do kina popularnego                                                                      | Agnieszka Kiejziewicz                        | luty 2018                                |
| Baśnie japońskie t. 3 | Autor zbiorowy                               | kwiecień 2018                            |
| Oblicza kawaii | Klaudia Adamowicz Kamila Sosnowska           | wrzesień 2018                            |
| Cienie północy | Katarzyna Clio Gucewicz                      | grudzień 2018                            |
| 47 rōninów | Algernon Bertram Mitford                     | styczeń 2019                             |
| W cieniu Wielkiej fali. Eseje o japońskim druku i drzeworycie                                                                             | Olga Yoshida-Mądrowska                       | marzec 2019                              |
| Tradycyjne zabawki japońskie | Adrianna Wosińska                            | listopad 2019                            |
| Ikonografia mangi. Wpływy tradycji rodzimej i zachodnich twórców na wybranych japońskich artystów mangowych                               | Joanna Zaremba-Penk                          | grudzień 2019                            |
| Mit „sztuk zen” w kształtowaniu się kultury artystycznej Japonii                                                                          | Michał Andrzej Sokołowski                    | marzec 2020                              |
| Japoński rok od kuchni | Anna Jassem Aleksander Szojer                | czerwiec 2020                            |
| Kolorowanka antystresowa dla dorosłych - Japońskie stworzenia fantastyczne                                                                | Magdalena Albińska                           | czerwiec 2020                            |